# Попов, Валерий Николаевич
Вале́рий Никола́евич Попо́в (род. 9 июля 1935) — советский, российский дипломат.

## Биография
Окончил Московский государственный институт международных отношений МИД СССР. Чрезвычайный и полномочный посол (10 августа 1990). 
С 10 августа 1990 по 30 августа 1996 года — чрезвычайный и полномочный посол СССР, затем Российской Федерации в Австрии.

## Награды
- Орден «Знак Почёта».